# Appuna socken
Appuna socken i Östergötland ingick i Göstrings härad, ingår sedan 1971 i Mjölby kommun och motsvarar från 2016 Appuna distrikt.
Socknens areal är 11,93 kvadratkilometer, varav 11,91 land. År 2000 fanns här 111 invånare. Kyrkbyn Appuna med sockenkyrkan Appuna kyrka ligger i denna socken. 

## Administrativ historik
Appuna socken har medeltida ursprung. Appundha socken nämns först 1377.
Vid kommunreformen 1862 övergick socknens ansvar för de kyrkliga frågorna till Appuna församling och för de borgerliga frågorna till Appuna landskommun. Landskommunen inkorporerades 1952 i Folkunga landskommun och ingår sedan 1971 i Mjölby kommun. Församlingen uppgick 2006 i Väderstads församling.
1 januari 2016 inrättades distriktet Appuna, med samma omfattning som församlingen hade 1999/2000.  
Socknen har tillhört samma fögderier och domsagor som socknens härader.  De indelta soldaterna tillhörde  Första livgrenadjärregementet, Motala kompani och Andra livgrenadjärregementet, Skenninge kompani.

## Geografi
Appuna socken ligger nordväst om Mjölby, sydost om Tåkern. Socknen är en uppodlad slättbygd.
Socknen gränsar till i väster och nordväst till Hovs socken, i nordost till Bjälbo socken, i sydost till Hogstads socken i syd och sydväst till Väderstad socken. Tidigare även Harstads socken i sydväst.
Järnvägen mellan Mjölby och Hästholmen gick genom socknen.
| Lista över gårdar |
| ----------------- |
| Appuna            |
| Karlebytorp       |
| Lunna (Lunda)     |
| Utterstad         |
| Valla             |
| Vallaslätten      |
| Valltorp          |

## Befolkningsutveckling
| Befolkningsutvecklingen i Appuna socken 1750–1990                                                        | Befolkningsutvecklingen i Appuna socken 1750–1990 | Befolkningsutvecklingen i Appuna socken 1750–1990 | Befolkningsutvecklingen i Appuna socken 1750–1990 | Befolkningsutvecklingen i Appuna socken 1750–1990 |
| --- | ------------------------------------------------- | ------------------------------------------------- | ------------------------------------------------- | ------------------------------------------------- |
| |                                                   |                                                   |                                                   |                                                   |
| År |                                                   |                                                   | Folkmängd                                         |                                                   |
| 1750 | 1750                                              |                                                   | 273                                               |                                                   |
| 1760 | 1760                                              |                                                   | 341                                               |                                                   |
| 1769 | 1769                                              |                                                   | 394                                               |                                                   |
| 1780 | 1780                                              |                                                   | 377                                               |                                                   |
| 1790 | 1790                                              |                                                   | 393                                               |                                                   |
| 1800 | 1800                                              |                                                   | 389                                               |                                                   |
| 1810 | 1810                                              |                                                   | 343                                               |                                                   |
| 1820 | 1820                                              |                                                   | 394                                               |                                                   |
| 1830 | 1830                                              |                                                   | 434                                               |                                                   |
| 1840 | 1840                                              |                                                   | 427                                               |                                                   |
| 1850 | 1850                                              |                                                   | 446                                               |                                                   |
| 1860 | 1860                                              |                                                   | 437                                               |                                                   |
| 1870 | 1870                                              |                                                   | 432                                               |                                                   |
| 1880 | 1880                                              |                                                   | 375                                               |                                                   |
| 1890 | 1890                                              |                                                   | 373                                               |                                                   |
| 1900 | 1900                                              |                                                   | 390                                               |                                                   |
| 1910 | 1910                                              |                                                   | 436                                               |                                                   |
| 1920 | 1920                                              |                                                   | 417                                               |                                                   |
| 1930 | 1930                                              |                                                   | 371                                               |                                                   |
| 1940 | 1940                                              |                                                   | 355                                               |                                                   |
| 1950 | 1950                                              |                                                   | 292                                               |                                                   |
| 1960 | 1960                                              |                                                   | 218                                               |                                                   |
| 1970 | 1970                                              |                                                   | 152                                               |                                                   |
| 1980 | 1980                                              |                                                   | 137                                               |                                                   |
| 1990 | 1990                                              |                                                   | 104                                               |                                                   |
| Anm: Källor: Umeå universitet - Tabellverket 1749-1859, Demografiska databasen, CEDAR, Umeå universitet. |                                                   |                                                   |                                                   |                                                   |

## Fornlämningar
Kända från socknen är ett gravröse från bronsåldern och gravar från järnåldern. En runristning är antecknad härifrån.

## Namnet
Namnet (1290 Apundhum) kommer från kyrkbyn. Namnet kan möjligen vara ett namn Apund-, 'den vattenrika, den flödande', syftande på vattensamlingen Alven i kyrkbyn.

### Fotnoter
1. 1 2  Svensk Uppslagsbok andra upplagan 1947–1955: Appuna socken
2. 1 2  Harlén, Hans; Harlén Eivy (2003). Sverige från A till Ö: geografisk-historisk uppslagsbok. Stockholm: Kommentus. Libris 9337075. ISBN 91-7345-139-8
3. ↑  ”Församlingar”. Statistiska centralbyrån. https://www.scb.se/hitta-statistik/regional-statistik-och-kartor/regionala-indelningar/forsamlingar/. Läst 30 december 2022.
4. ↑  Administrativ historik för Appuna socken (Klicka på församlingsposten). Källa: Nationella arkivdatabasen, Riksarkivet.
5. 1 2  Sjögren, Otto (1931). Sverige geografisk beskrivning del 2 Östergötlands, Jönköpings, Kronobergs, Kalmar och Gotlands län. Stockholm: Wahlström & Widstrand. Libris 9939
6. 1 2  Nationalencyklopedin
7. ↑  Fornlämningar, Statens historiska museum: Appuna socken
8. ↑  Fornminnesregistret, Riksantikvarieämbetet: Appuna socken Fornminnen i socknen erhålls på kartan genom att skriva in sockennamn (utan "socken") i "Ange geografiskt område"
9. ↑  Mats Wahlberg, red (2003). Svenskt ortnamnslexikon. Uppsala: Institutet för språk och folkminnen. Libris 8998039. ISBN 91-7229-020-X. https://isof.diva-portal.org/smash/get/diva2:1175717/FULLTEXT02.pdf